# Eurya chinensis
Eurya chinensis är en tvåhjärtbladig växtart. Eurya chinensis ingår i släktet Eurya och familjen Pentaphylacaceae.

## Underarter
Arten delas in i följande underarter:
- E. c. chinensis
- E. c. flava
- E. c. glabra